# Flynn Downes
Flynn Downes (Brentwood, 20 januari 1999) is een Engels profvoetballer die doorgaans speelt als verdedigende middenvelder. Hij speelde namens Ipswich Town, Luton Town, Swansea City en West Ham United op alle vier de hoogste niveaus van Engeland, voordat hij in juli 2024 een vierjarig contract ondertekende bij Southampton FC.

## Clubcarrière

### Ipswich Town

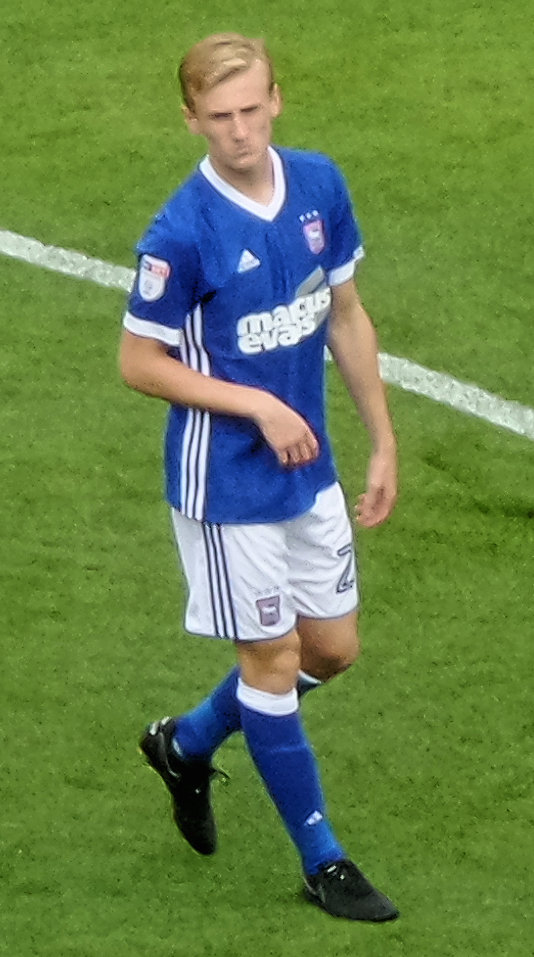
Downes bij zijn debuut in het betaald voetbal in 2017

Downes speelde vanaf zijn zesde voor Ongar Town en werd een jaar later gescout door Ipswich Town. Rond zijn veertiende twijfelde hij of hij verder wilde met zijn voetbalcarrière, maar werd hij door zijn broers ervan overtuigd om te blijven voetballen. Hij ondertekende in juni 2017 zijn eerste professionele contract, waarna hij binnen een maand een nieuw, driejarig contract ondertekende. Hij maakte op 5 augustus 2017 zijn debuut in het betaald voetbal door Andre Dozzell te vervangen in de eerste helft van een 1–0 overwinning tegen Birmingham City in de Championship. Downes werd op 31 januari 2018 door Ipswich Town voor het restant van het seizoen verhuurd aan Luton Town in de League Two. Hij debuteerde vier dagen later voor Luton Town, met een basisplek in het competitieduel tegen Exeter City (1–0 winst). Luton Town eindigde het seizoen als tweede, waarmee het promoveerde naar de League One. Downes werd na afloop van het seizoen verkozen tot Jonge Speler van het Seizoen bij Ipswich Town.
Downes verlengde op 29 maart 2019 zijn contract bij Ipswich Town met twee jaar, tot medio 2022. De club degradeerde op 13 april 2019 voor het eerst in 62 jaar naar de League One. Op 5 mei 2019, de laatste dag van de competitie, maakte Downes zijn eerste doelpunt in het profvoetbal. Het was het openingsdoelpunt in een wedstrijd die Ipswich Town met 3–2 won van Leeds United. Downes werd de jongste aanvoerder ooit van Ipswich Town met 20 jaar en 11 maanden op 1 december 2019 tegen Coventry City in de FA Cup. In augustus 2020 deed een club in de Premier League twee keer een bod om Downes over te nemen, maar Ipswich Town weigerde beide keren. Downes raakte in oktober 2020 geblesseerd aan zien knie, waardoor hij het restant van het kalenderjaar niet meer in actie kwam. Hij werd op 16 februari 2021 met een rode kaart van het veld gestuurd in de blessuretijd van het thuisduel tegen Northampton Town, waarna hij voor twee competitiewedstrijden geschorst werd. Voorafgaand aan het seizoen 2021/22 trainde Downes met het onder 23-elftal van Ipswich Town en werd hij in verband gebracht met een overstap naar AFC Bournemouth en Barnsley FC.

### Swansea City
Downes ondertekende op 10 augustus 2021 een vierjarig contract bij Swansea City, uitkomend in de Championship. Hij maakte vier dagen later zijn debuut voor zijn nieuwe club in een doelpuntloos gelijkspel tegen Sheffield United in de competitie. Op 8 januari 2022 droeg hij de aanvoerdersband toen Swansea City na een verlenging verloor van Southampton FC in de FA Cup. Downes maakte een week later de gelijkmaker in de uitwedstrijd tegen Huddersfield Town (1–1), zijn eerste doelpunt voor de club. Hij werd op 29 januari 2022 van het veld gestuurd met een rode kaart in de blessuretijd van een doelpuntloos gelijkspel op bezoek bij Queens Park Rangers. In het seizoen 2021/22 liet Downes 92,6% van zijn 2465 passes aankomen, meer dan alle andere spelers op de vier hoogste niveaus van Engeland dat seizoen.

### West Ham United
Downes ondertekende op 7 juli 2022 een vijfjarig contract bij West Ham United, dat naar verluidt £ 12 miljoen voor hem betaalde aan Swansea City. Hij debuteerde voor West Ham United en in de Premier League in de met 0–2 verloren wedstrijd tegen Manchester City op 7 augustus 2022 door in de blessuretijd Jarrod Bowen te vervangen. Op 18 augustus 2022 speelde hij zijn eerste wedstrijd in het internationale voetbal; hij verving Conor Coventry in de slotfase tegen Viborg FF in de play-offronde van de UEFA Europa Conference League (3–1 winst). Downes benutte op 9 november 2022 zijn strafschop in de penaltyserie tegen Blackburn Rovers in de League Cup. West Ham United werd desondanks uitgeschakeld. De club won op 7 juni 2023 de UEFA Europa Conference League. Downes bleef op de reservebank in de finale, die met 1–2 gewonnen werd van ACF Fiorentina.

### Southampton FC
Op zoek naar meer speeltijd werd Downes op 21 augustus 2023 door West Ham United voor een seizoen verhuurd aan Southampton FC, uitkomend in de Championship. Hij debuteerde voor Southampton FC op 26 augustus 2023, toen hij de geblesseerde Jack Stephens verving in de eerste helft van het met 2–1 gewonnen competitieduel tegen Queens Park Rangers. Op 20 januari 2024 maakte hij zijn eerste doelpunt voor de club. Het was het laatste doelpunt in een 1–3 uitzege op Swansea City. Downes werd op 1 april 2024 uitgefloten door supporters van zijn voormalige Ipswich Town, dat die dag met 3–2 won van Southampton FC. Southampton FC eindigde als vierde in de competitie en promoveerde naar de Premier League door de finale van de play-offs met 0–1 te winnen van Leeds United. Downes werd richting het eind van het seizoen door de krant Southern Daily Error benoemd tot Speler van het Jaar bij Southampton FC. Hij maakte op 16 juli 2024 de definitieve overstap naar Southampton FC door een vierjarig contract te ondertekenen. Op 29 november 2024 maakte hij zijn eerste doelpunt in de Premier League; de gelijkmaker in het uitduel met Brighton & Hove Albion. Southampton werd op 6 april 2025 met een 3–1 nederlaag op bezoek bij Tottenham Hotspur de vroegste degradant ooit in de competitie, met zeven speelronden te gaan. Downes ontbrak die dag, omdat hij voor de tweede keer dat seizoen geschorst was wegens vijf eerdere gele kaarten.

## Clubstatistieken
| Seizoen         | Club             | Competitie      | Competitie | Competitie | Beker | Beker | Internationaal | Internationaal | Overig | Overig | Totaal | Totaal |
| Seizoen         | Club             | Competitie      | Wed.       | Dlp.       | Wed.  | Dlp.  | Wed.           | Dlp.           | Wed.   | Dlp.   | Wed.   | Dlp.   |
| --------------- | ---------------- | --------------- | ---------- | ---------- | ----- | ----- | -------------- | -------------- | ------ | ------ | ------ | ------ |
| 2017/18         | Ipswich Town     | Championship    | 10         | 0          | 2     | 0     | —              | —              | —      | —      | 12     | 0      |
| 2017/18         | → Luton Town     | League Two      | 10         | 0          | 0     | 0     | —              | —              | —      | —      | 10     | 0      |
| 2018/19         | Ipswich Town     | Championship    | 29         | 0          | 1     | 0     | —              | —              | —      | —      | 30     | 0      |
| 2019/20         | Ipswich Town     | League One      | 29         | 2          | 3     | 0     | —              | —              | —      | —      | 32     | 2      |
| 2020/21         | Ipswich Town     | League One      | 24         | 0          | 1     | 0     | —              | —              | —      | —      | 25     | 0      |
| 2021/22         | Swansea City     | Championship    | 37         | 1          | 2     | 0     | —              | —              | —      | —      | 39     | 1      |
| 2022/23         | West Ham United  | Premier League  | 21         | 0          | 3     | 0     | 11             | 0              | —      | —      | 35     | 0      |
| 2023/24         | → Southampton FC | Championship    | 33         | 2          | 1     | 0     | —              | —              | 3      | 0      | 37     | 2      |
| 2024/25         | Southampton FC   | Premier League  | 21         | 1          | 2     | 0     | —              | —              | —      | —      | 23     | 1      |
| Carrière totaal | Carrière totaal  | Carrière totaal | 214        | 6          | 15    | 0     | 11             | 0              | 3      | 0      | 243    | 6      |

Bijgewerkt t/m 7 april 2025.

## Interlandcarrière
Downes speelde op 5 september 2017 zijn eerste jeugdinterland, voor Engeland onder 19 tegen Duitsland in een oefenwedstrijd die met 1–3 verloren werd. Hij speelde vervolgens nog vier wedstrijden voor Engeland onder 19 voordat hij op 19 november 2018 zijn eerste interland speelde voor Engeland onder 20 tegen Duitsland (2–0 winst). In 2019 speelde hij vervolgens vijf interlands voor Engeland onder 20.

## Speelstijl
Downes heeft meerdere rollen gehad op het middenveld, zowel als een spelmaker als verdedigend. Downes speelt relatief weinig passes naar voren. Russell Martin, Downes' trainer bij Southampton FC, noemde Downes "een briljant karakter, agressief en fysiek in zijn spel, technisch uitstekend met de bal en een fantastische atleet".

## Persoonlijk
Downes werd geboren in Brentwood en ging naar school op de Brentwood School. Zijn familieleden waren fan van West Ham United, waardoor Downes als kind meerdere keren Boleyn Ground bezocht. Hij heeft twee oudere broers, genaamd Mike en Brad. Downes zei graag te lezen.

## Erelijst
West Ham United
- UEFA Europa Conference League: 2022/23

Individueel
- Southampton Southern Daily Echo Player of the Season: 2023/24
- Ipswich Town Young Player of the Season: 2017/18